# Totenpass

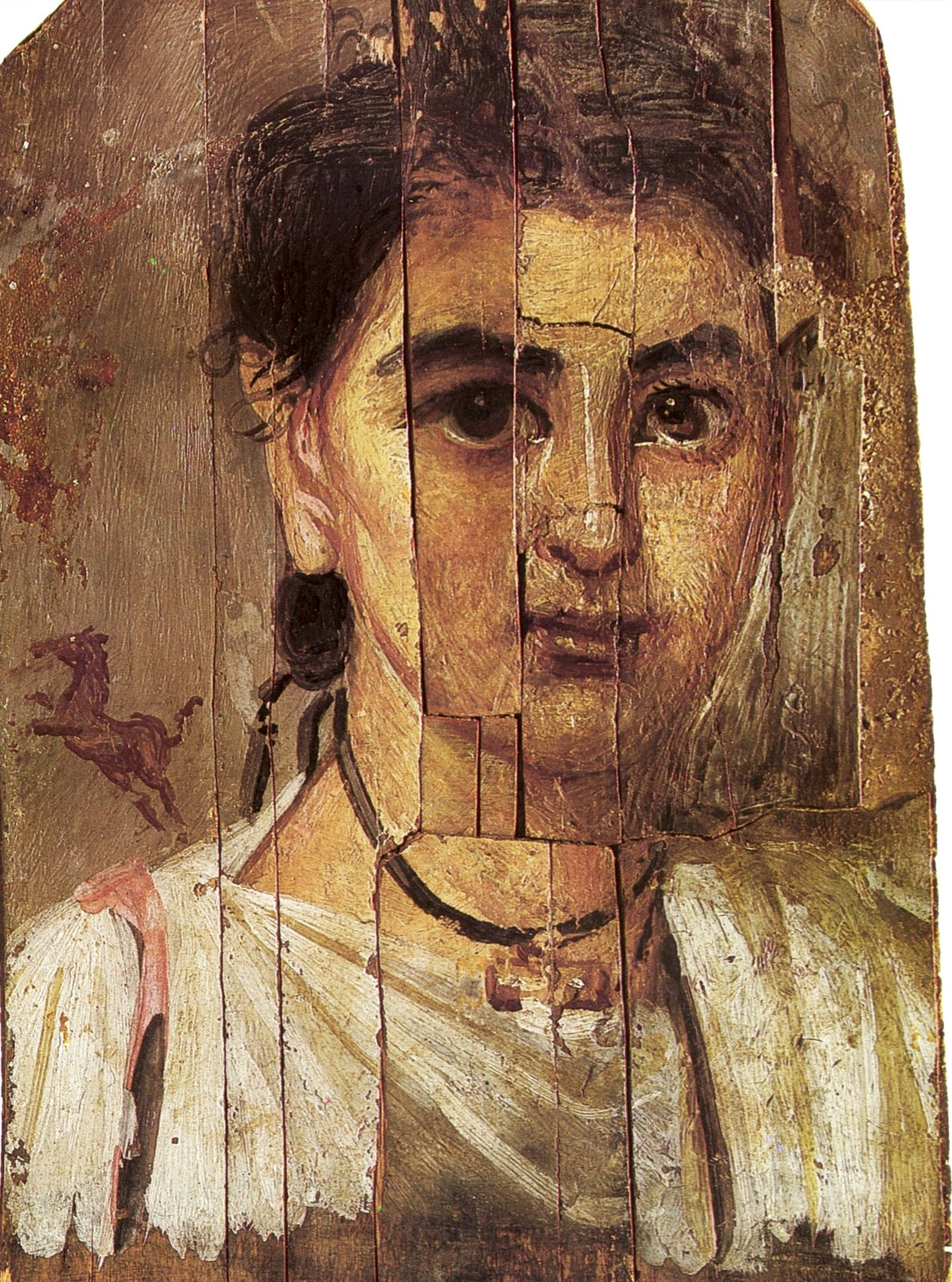
Joven con totenpass en forma de lámina de metal inscrita que a veces se enrollaba e insertaba en una cápsula de un collar, como se muestra en este retrato funerario egipcio del.

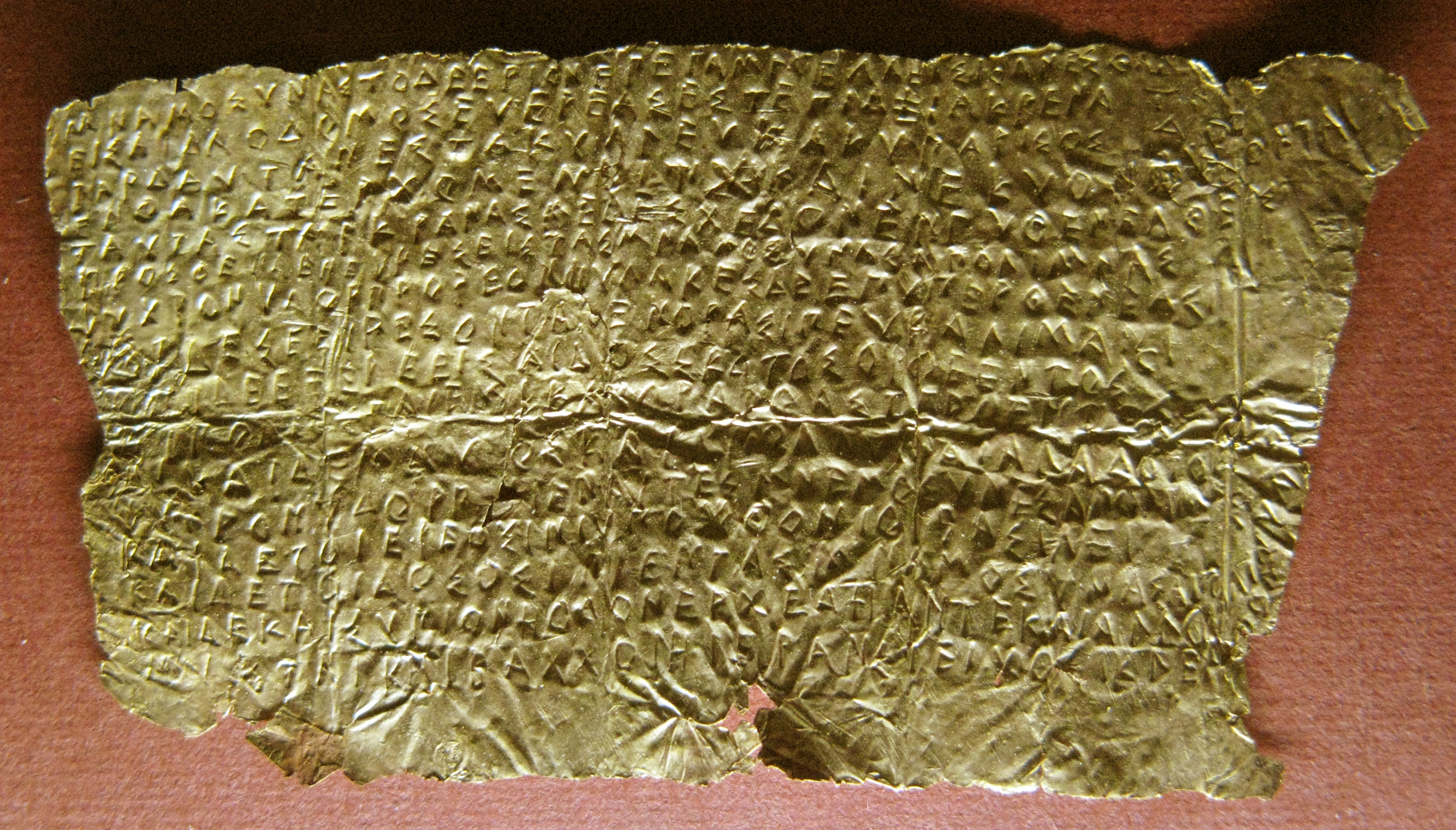
Laminilla órfica de oro de Hipponion desenrollada.

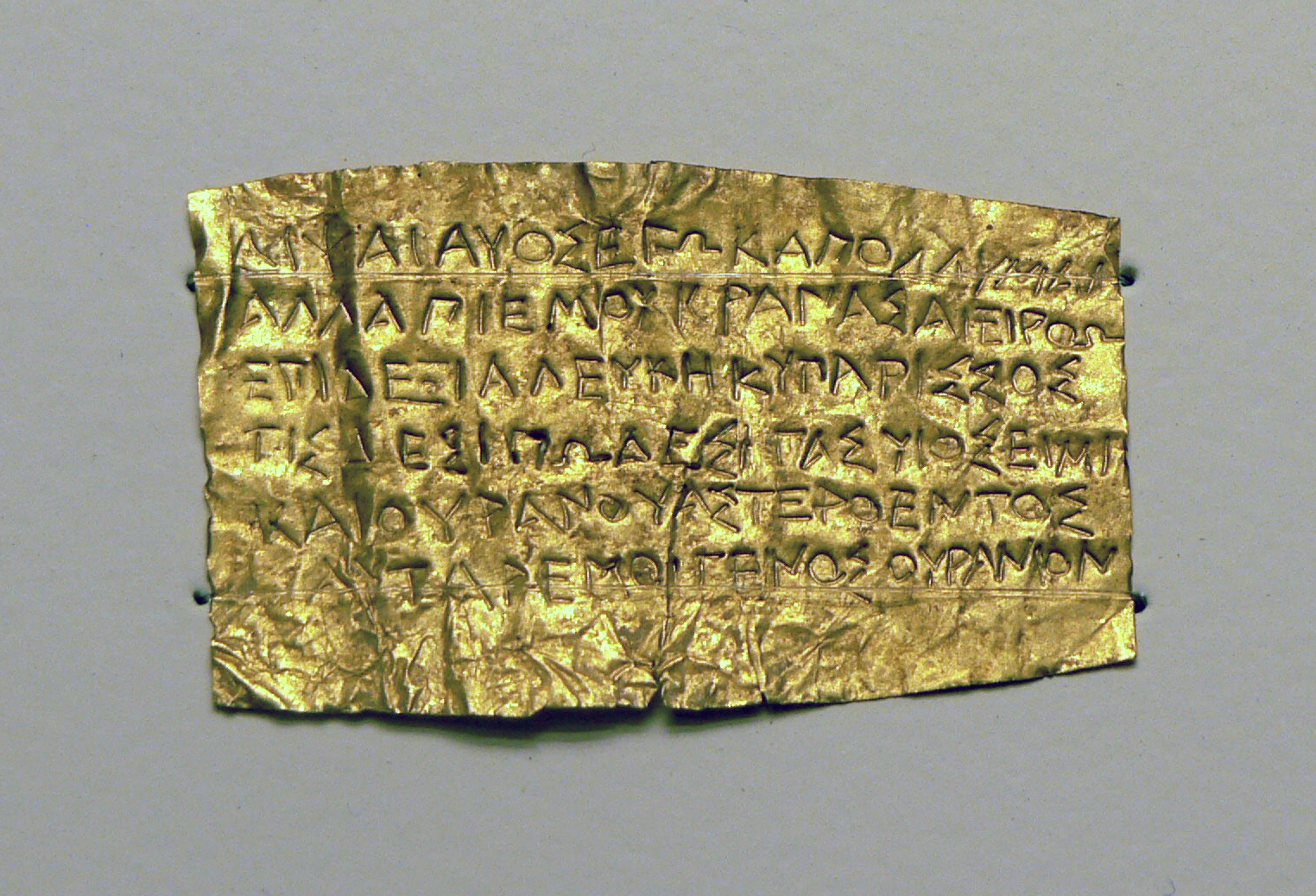
Tablilla órfica de oro de Tesalia del del Getty Museum, Los Angeles.

Totenpass (en plural Totenpässe) es un término alemán que designa placas u hojas de metal inscritas que se han encontrado en enterramientos, principalmente de iniciados en las religiones órfica o dionisíaca y en algunas antiguas religiones semíticas y egipcias. El término puede entenderse como un 'pasaporte para los muertos'. Las llamadas tablillas o láminas de oro órfico son quizás el ejemplo más conocido. 
Los totenpässe se colocaban sobre o cerca del cuerpo como una filacteria, o se enrollaban e insertaban en una cápsula que a menudo se ponían alrededor del cuello, en la boca o en la mano del difunto a modo de amuleto. La inscripción que llevaba instruía al iniciado sobre cómo navegar en su viaje al Más Allá, incluyendo recomendaciones para evitar peligros en el itinerario de los muertos y respuestas formuladas por los jueces del inframundo.

## Laminillas órficas
El Museo Getty posee una hoja de oración órfica del siglo IV a. C. de Tesalia, un rectángulo de hoja de oro que mide aproximadamente 26 por 38 mm.
El lugar de enterramiento de una mujer también en Tesalia y que data de finales del siglo IV a. C.  contenía un par de totenpässe en forma de lamellae (en latín, 'láminas de metal delgadas' o laminillas de metal, lamella en singular). Estas laminillas fueron en este caso cortadas en forma de hojas cordadas, probablemente destinadas a representar la hiedra, aunque la mayoría de los pasaportes de los muertos de este tipo son rectangulares. Las letras griegas no están inscritas en líneas regulares, como en las láminas rectangulares, sino que serpentean para adaptarse a la forma. Las hojas son pequeñas y delgadas como papel, una mide 40 por 31 mm y la otra 35 por 30 mm. Habían sido dispuestos simétricamente sobre el pecho de la mujer, con sus labios sellados por un dánaca dorado u óbolo de Caronte, la moneda que hay que pagar al barquero de los muertos por el pasaje, en este caso, la moneda en particular tiene la representación de la cabeza de una Gorgona. También se colocó en la tumba una figurilla de terracota de una ménade, una de las mujeres extáticas en el séquito de Dioniso.
Aunque el texto es serpenteante y difícil de leer, las inscripciones parecen hablar de la unidad de la vida y la muerte y del renacimiento, posiblemente en forma divina. Se supone que el difunto se parará frente a Perséfone, la Reina de los Muertos, y afirmará: 'He sido liberado por el mismo Bacchios'.

## Interpretaciones

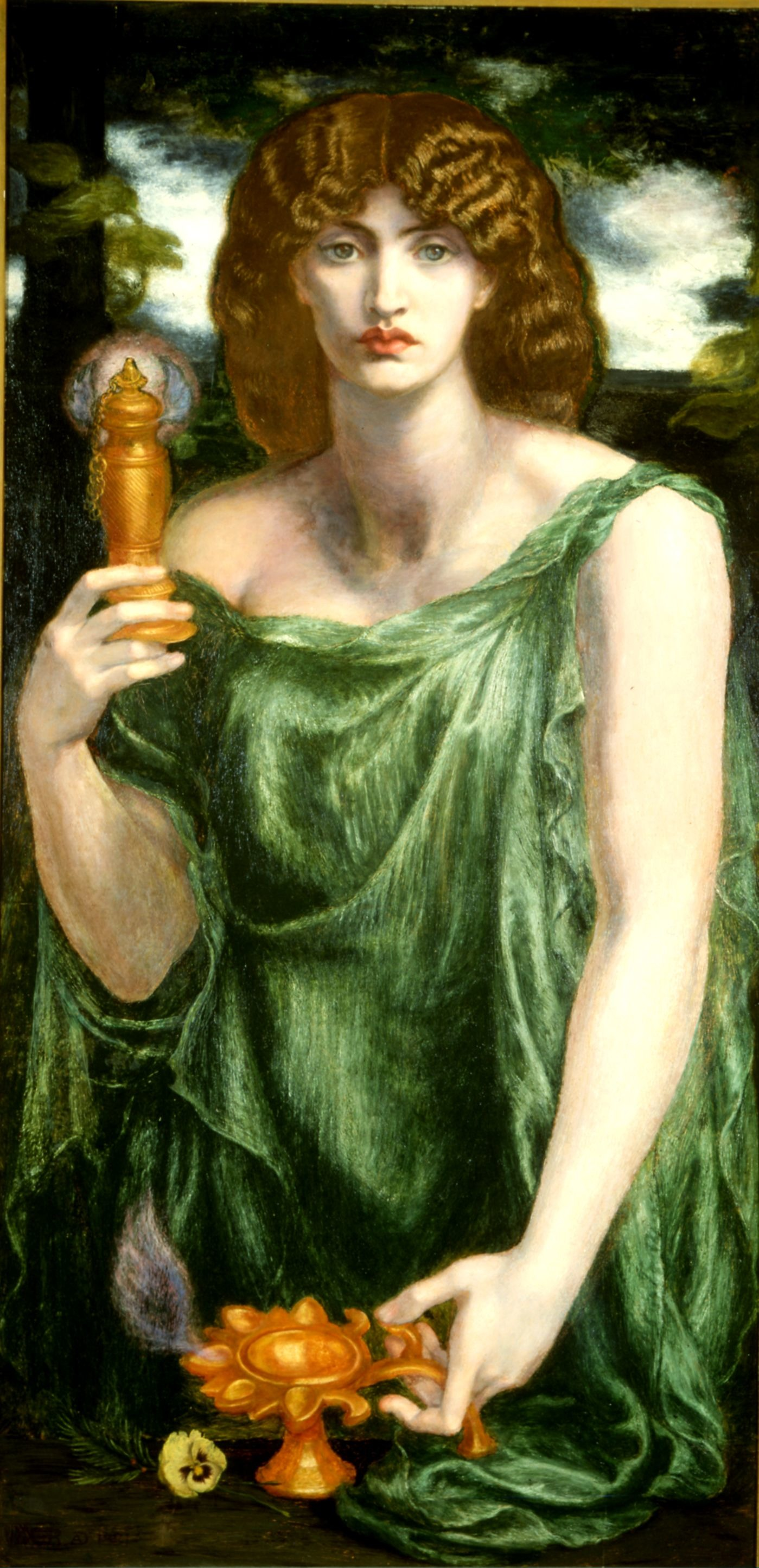
Mnemósine (1881), una interpretación prerrafaelita de la diosa Memoria por Dante Gabriel Rossetti.

Günther Zuntz hizo el estudio más completo de las láminas de oro descubiertas hasta 1971 en Thurii, Creta y otros lugares, categorizándolas en tres grupos que se han convertido en un estándar tipológico. Presentó texto transcrito junto con una reconstrucción, e interpretó su base religiosa como pitagórica en lugar de órfica. El filólogo Richard Janko propuso que el grupo B de la colección de Zuntz derivaba de un arquetipo único, para el cual ofreció un texto griego hipotético y una traducción intentando no confiar en ideas preconcebidas teológicas:

"Encontrarás a la derecha en la morada de Hades una fuente, y junto a ella se encuentra un ciprés fantasmal, donde las almas de los muertos que descienden lavan sus vidas. Ni siquiera en la oscuridad te acerques a esta fuente. Más adelante encontrarás agua fría que fluye del estanque de la Memoria y a su orilla hay guardianes. Te preguntarán con sagaz discernimiento por qué investigas las tinieblas del Hades sombrío. Te preguntarán por qué razón has venido. Diles toda la verdad, directamente. Di: 'Soy el hijo de la Tierra y el Cielo estrellado, pero el Cielo es mi nacimiento: lo conocéis por vosotros mismos. Estoy sediento y me muero: dadme enseguida el agua fría que fluye del estanque de la Memoria. Seguramente los reyes del inframundo se apiadarán de ti, y ellos mismos te darán agua de la fuente divina; entonces tú, cuando hayas bebido, recorrerás la vía sagrada que otros iniciados y bacantes avanzan gloriosos. Después de eso, gobernarás con los otros héroes."

Este texto se corresponde con la lámina órfica de Hipponion y es el más antiguo conocido, pudiéndose datar de alrededor del 400 a. C. La conclusión sólo puede encontrase en esta lámina mientras que la escena de los guardianes se encuentra en otras.
La fuente más disponible que discute las láminas de oro órfico es el clásico (aunque superado en algunos aspectos) Orfeo y la religión griega de W. K. C. Guthrie. Desde la década de 1990, la utilidad del término 'órfico' ha sido cuestionada por los estudiosos, al igual que la unidad de las creencias religiosas subyacentes a las láminas de oro. Más recientemente, se ha defendido la asociación de las láminas con el orfismo.
Los totenpässe también se han encontrado en tumbas de Palestina que datan del siglo II a. C. y posteriormente. Estas diminutas hojas de oro emplean un consuelo formulista que aparece regularmente en las estelas funerarias de la zona: θάρσει, (aquí se inserta el nombre del difunto), οὐδεὶς ἀθάνατος ('Toma coraje, [nombre], nadie es inmortal). En una de ellas, la tablilla inscrita tenía la forma de una diadema funeraria, con orificios para sujetarla alrededor de la frente.